# Садовська Мар'яна Вікторівна
Мар'я́на Ві́кторівна Садо́вська (нар. 23 квітня 1972, Львів, УРСР) — українська співачка, акторка, композиторка, аранжувальниця, музична драматургиня, викладачка, фольклористка.
Уже багато років мешкає в Кельні, працює в різних країнах Європи і США. У творчому доробку Садовської три сольних музичних альбоми, художні полотна, низка театральних ролей, музика до вистав.
Виступає сольно та з німецьким джазовим тріо «Бордерленд». До його складу входять піаніст Яррі Сингла (Jarry Singla), ударник-перкусіоніст Петер Каленборн (Peter Kahlenborn) та віолончеліст, контрабасист Себастьян Грамс (Sebastian Gramss).

## Життєпис
Народилася 23 квітня 1972 року у Львові. Батько Віктор Морозов — співак, перекладач. Мати Катерина Немира — художниця.
У 1991 році з відзнакою закінчила Львівське музичне училище ім. С. Людкевича у класі фортепіано. Паралельно закінчила курс при Львівському театрі ім. Л. Курбаса, де й почала працювати (протягом трьох років була акторкою театру).
Наступні 10 років Садовська жила у Польщі та працювала в Центрі театральних практик Ґардженіце. Під час роботи в Ґардженіце музична виконавиця проводила дослідження фольклору в Україні, Ірландії, Єгипті, Кубі та Бразилії; гастролювала в Швеції, Англії, Бельгії, Німеччині та виступала на таких театральних фестивалях, як Сан-Паульський фестиваль (Бразилія), фестиваль Тоґо (Японія), Каїрський фестиваль (Єгипет), Сараєвський фестиваль (Боснія), Московський фестиваль (Росія).
2001-го переїхала до США, мешкає у Нью-Йорку. Долучилась до міжнародного проєкту Мистецька група Яра, Yara Arts Group. Проводить спеціальні майстер-класи (Колядки, Веснянки, Купальські пісні), працює з Експериментальним театром Ля МаМа. 
З Нью-Йорку бере новий початок сольна кар'єра Садовської: вийшов перший сольний компакт-диск Songs I Learned in Ukraine («Пісні, яким я навчилася в Україні», 2002, Global Village Records), створений на матеріалі фольклорних експедицій Україною 1990-х. Ці дослідження продовжуються донині, а їх результати вона викладає у семінарах в рамках музичних фестивалів на запрошення навчальних закладів та наукових установ. Тоді ж, в Америці, Мар'яна Садовська побралася з німецьким актором і режисером Андре Ерленом.
2003 року — у співпраці з польським радіо Люблін, мистецькою групою Яра та за сприяння ЮНЕСКО — Мар'яна Садовська випускає альбом «Будемо весну співати» — колекцію автентичного багатоголосся у виконанні ансамблю «Древо» з с. Крячківка (Полтавщина) та фольклорного ансамблю с. Сварицевичі (Полісся).
2006 року з гуртом «Бордерленд» перемога на конкурсі музики світу Creole. Того ж року Садовська номінована на Чеську національну театральну премію імені Альфреда Радока за роботу з театром Фарма в'є скіні, а саме, за створення музики для їхньої вистави про емігрантів.

Одружена з театральним режисером та актором Андре Ерленом нім. André Erlen  (м. Кельн, Німеччина). Виховує двох дітей — Северина і Гафію.

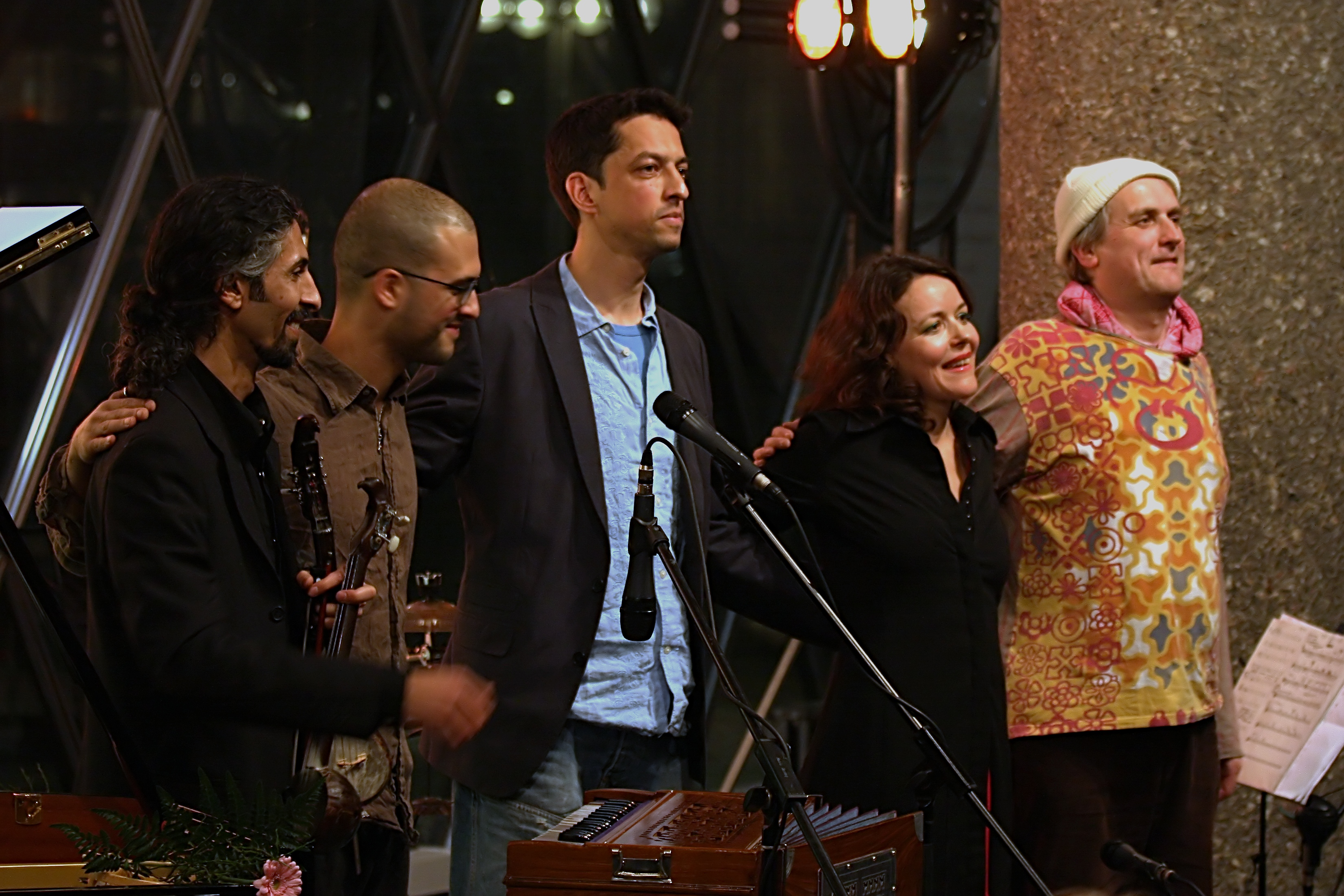
Мар'яна Садовська та Borderland у кьольнському «Domforum»

## Творчість

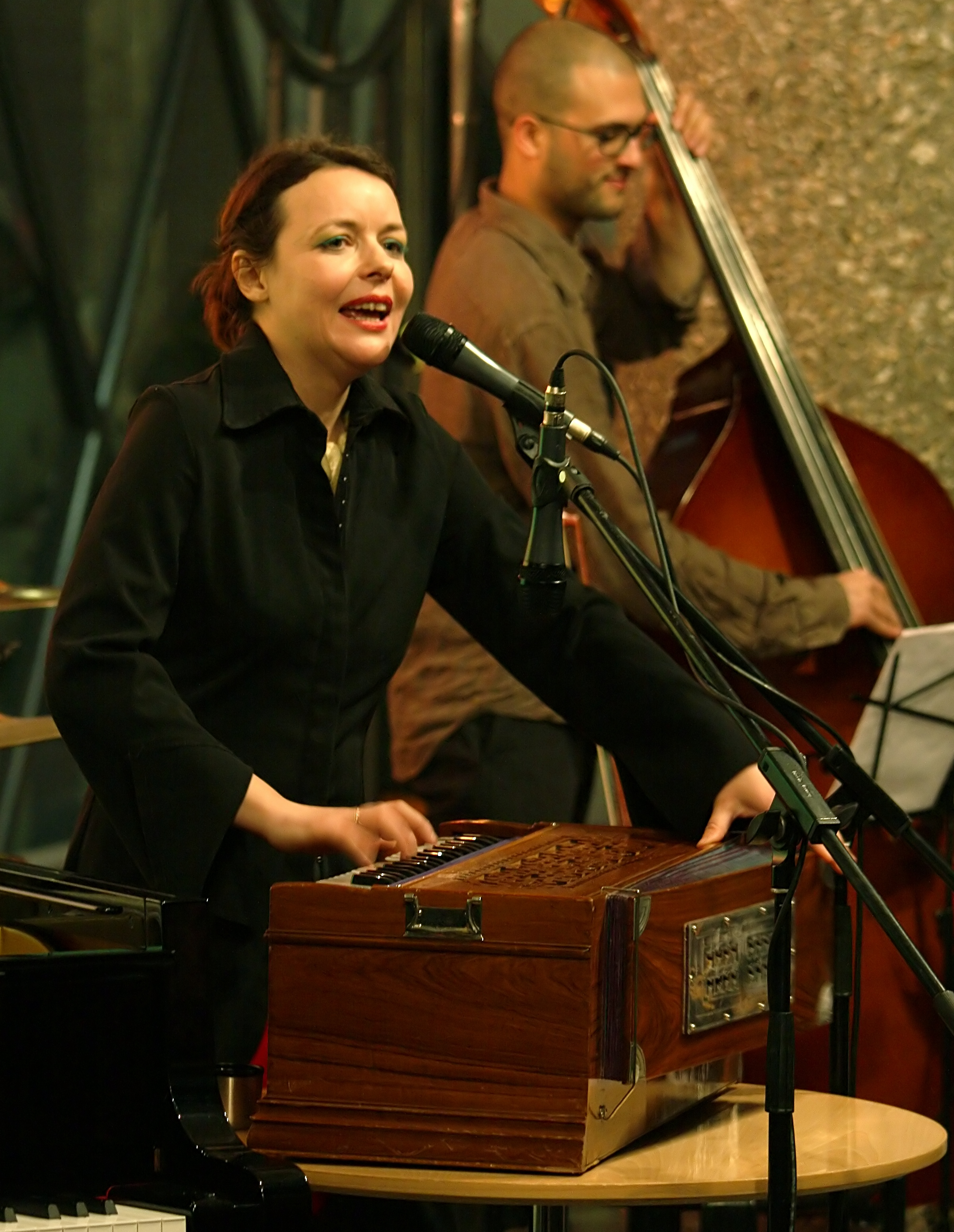
Мар'яна Садовська акомпанує собі на гармонії

Під час роботи в Ґардженіце Мар'яна Садовська брала участь у таких виставах театру як «Життя протопопа Аввакума» і «Карміна Бурана», а також була співавторкою проєкту «Метаморфози або Золотий Осел», заснованому на стародавній грецькій музиці.
1998 року Польська Театральна Спілка нагородила її званням найкращої акторки року за роль Психеї у виставі «Метаморфози».
Наприкінці 2000 року фірма Altmaster (Польща) випустила компакт-диск під назвою «Ґардженіце — Метаморфози / Музика старовинної Греції».
В Нью-Йорку пише музику до вистави «Пісенне дерево», виступає як акторка в Експериментальному театрі Ля МаМа.
Навесні 2001 року співає старовинні українські пісні у спільному проєкті Яри з бурятськими артистами «Обо — наше шаманство», представленому в театрі Ля МаМа. Мар'яна також виступала в Нью-Йорку на Балканському фестивалі і в Балканському кабареті.
30 листопада — 2 грудня у театральному центрі Ґардженіце відбувся 2-й фестиваль Україна-Польща-Європа, брали участь: Мар'яна Садовська, Юрій Іллєнко, Тарас Прохасько, Алексіс Кохан, Юліан Китастий та інші.
2002 рік, США, альбом Songs I Learned in Ukraine («Пісні, яким я навчилася в Україні» 2002, Global Village Records).
Разом із вокалістом-експериментатором з Ізраїлю Вікторією Ханною створює дві музичні вистави: «Пісні-заклинання» та «На початку була пісня», які успішно показує на фестивалі «Золотий лев» у Львові, а також під час гастролей в Ізраїлі, США та Польщі.
Мар'яна Садовська і Андре Ерлен представляють творчу групу EVOE — performing artists Dusseldorf, що вперше приїздить до Львова з двома виставами, прем'єри яких нещодавно з успіхом пройшли в Нью-Йорку, Дюсельдорфі і Кракові.
Листопад 2002 року — театралізоване пісенне дійство «Купала» за участю мистецької групи Яра у Києві.
У 2003 році в Форумі вільних театрів у Дюссельдорфі Мар'яна працює музичним драматургом театральної вистави «Квартет для 4-х акторів» (автор п'єси — Богуслав Шефер, режисер — Андре Ерлен). 
Цього та наступного, 2004 року — концерти, вистави в Чехії, Ізраїлі, Польщі, США, за участі квартету Йоргі (Kwartet Jorgi), та у складі творчої групи EVOE
9 березня 2005 року — Мар'яна Садовська у виставі «Без ґрунту», побудованій на русинських емігрантських піснях Східної Словаччини і на обрядових піснях, зібраних нею в експедиції по Україні.
8 жовтня — виступ на 6-му щорічному фестивалі світової музики у Сан-Франциско (США). 23 жовтня — виступ на 5-му фестивалі Ukraina Viva у Вроцлаві (Польща). 11 грудня — участь у відкритті інсталяції мистецької групи Яра «Ріка ще тече: Погляд на зимові ритуали в карпатському селі»
2006 рік. У Нью-Мехіко Мар'яна Садовська та Андре Ерлен працювали над виставою «Sity Beats» театру Tricklock — він як режисер, а вона однією з актрис та композиторкою.
21 вересня 2007 року Мар'яна Садовська і джаз-тріо Бордерленд виступили з сольним концертом у Львові в Театрі ім. Марії Заньковецької. 13 листопада ансамбль КІТКА випустив компакт-диск «Русальний цикл» з музикою Мар'яни Садовської.
Протягом 2008 року численні виступи в Німеччині та США, зокрема, 29 березня — в Сан-Франциско, на фестивалі єврейської музики. Протягом цього та наступного років — виступи, переважно, з джаз-тріо Бордерленд.
Жіночий вокальний ансамбль КІТКА з Сан-Франциско представив навесні 2009 року концерт-виставу «Русальний цикл. Наспіви між світами» (режисерка: Еллен Себастіан Чанг) з музикою Мар'яни Садовської та в супроводі її гармонії та співу. Протягом квітня мали виступ в Кьольні, Вроцлаві та два — в Києві.
Цього ж року 11 липня Мар'яна Садовська виступала з АркПроектом Френка Лондона в Любліні (Польща) на фестивалі «Inne Brzmienie», а вже 12 липня у селі Воробіївка Вінницької області на фестивалі «АртПоле» з тим же проєктом.
11 квітня 2010 року Мар'яна Садовська з Джонатаном Маквайя (США) на фестивалі Globalize Cologne 2010 (Кельн) презентують проєкт «On the Edge».
2013 року мисткиня презентувала слухачам Польщі та України нову програму «Cut The Cord», створену у співпраці із перкусистом, поліінструменталістом Крістіаном Томе (Німеччина). Прем'єра нової програми «Cut The Cord» у співпраці з Крістіаном Томе відбулась у Кельні в липні 2013 року. Програма являє собою мікс із традиційних і сучасних українських пісень, представлений у формі електро-актустичного перфомансу з використанням дримби, індійської фісгармонії та барабанів.
2015 року ця творча співпраця вилилась у альбом «VESNA».
2014 року спільно з тріо «Курбаси» та Марком Токарем створила проєкт «2014» — для 4 контрабасів та 4 жіночих голосів на вірші Сергія Жадана та Люби Якимчук, з елементами українського фольклору.
З 2015 року разом з Уті Пукінен та Надею Расс виконують програму «European Folk Voices» (народні голоси Європи).
В грудні 2016 року в Нью-Йорку представила програму «The Night Is Just Beginning» (ніч тільки починається) — хвилюючу розповідь про війну на Сході України, де вірші Сергія Жадана та Люби Якимчук переплітаються з народними піснями. Виконавиця акомпанує собі на індійській гармонії, фортепіано та айпаді.

### Музичний стиль
Найперша і найхарактерніша риса виконавського стилю Садовської — це вдале поєднання автентичного пісенного матеріалу із його театралізованою інтерпретацією. Мар'яна творить театр пісні, намагаючись показати образи, що були вкладені в текст і мелодію їх першим виконавцем — невідомим автором із народу. Садовська ніколи не співає випадкових пісень, не послуговується упорядкованими кимось збірками. Для неї важлива історія — не лише сюжетна, а й життєва. Тому, збираючи матеріал у фольклорних експедиціях, співачка найбільше цінує ті з них, котрі тісно пов'язані з долею виконавця-носія пісні. У репертуарі Мар'яни Садовської, окрім українських, є польські, єврейські, чеські та інші пісні. Тексти українських пісень часто-густо містять діалектизми (особливо з львівської ґвари). Деякі україномовні пісні під час виступу та у записах співачка передає англійською для іноземних слухачів.
Під час сольних виступів Мар'яна співає під власний акомпанемент на індійській гармонії. Цей інструмент вона використовує також і в концертах із джазовим тріо «Бордерленд».

## Наукова, викладацька та громадська робота
1993 року пані Мар'яна залучила Ґардженіце до етнографічних досліджень на Батьківщині: організовувала дві великі експедиції на Полтавщину та Полісся. Вона сприяла культурним обмінам для художників contemporary art з Європи і США та представників народного мистецтва України.
У листопаді-грудні 2001 року Мар'яна допомогла організувати другий щорічний фестиваль «Україна-Польща-Європа» в Центрі театральних практик Ґардженіце. Під час цього фестивалю організувала запис українських обрядових пісень, які виконували ансамбль «Древо» з Полтавщини та фольклорний ансамбль з Полісся та допомогла видати ці пісні на компакт-диску «Будемо весну співати. Пісенне дерево», що вийшов у Любліні (Польща).
Майстер-класи Мар'яни Садовської з голосових технік звучали в Гротівському Центрі (Польща), на фестивалях Giving Voice (Велика Британія) та International Workshop Festival (Ізраїль), на заходах Королівської Шекспірівської Компанії (Лондон), в Гарварді, Нью-Йоркському та Каліфорнійському університетах.

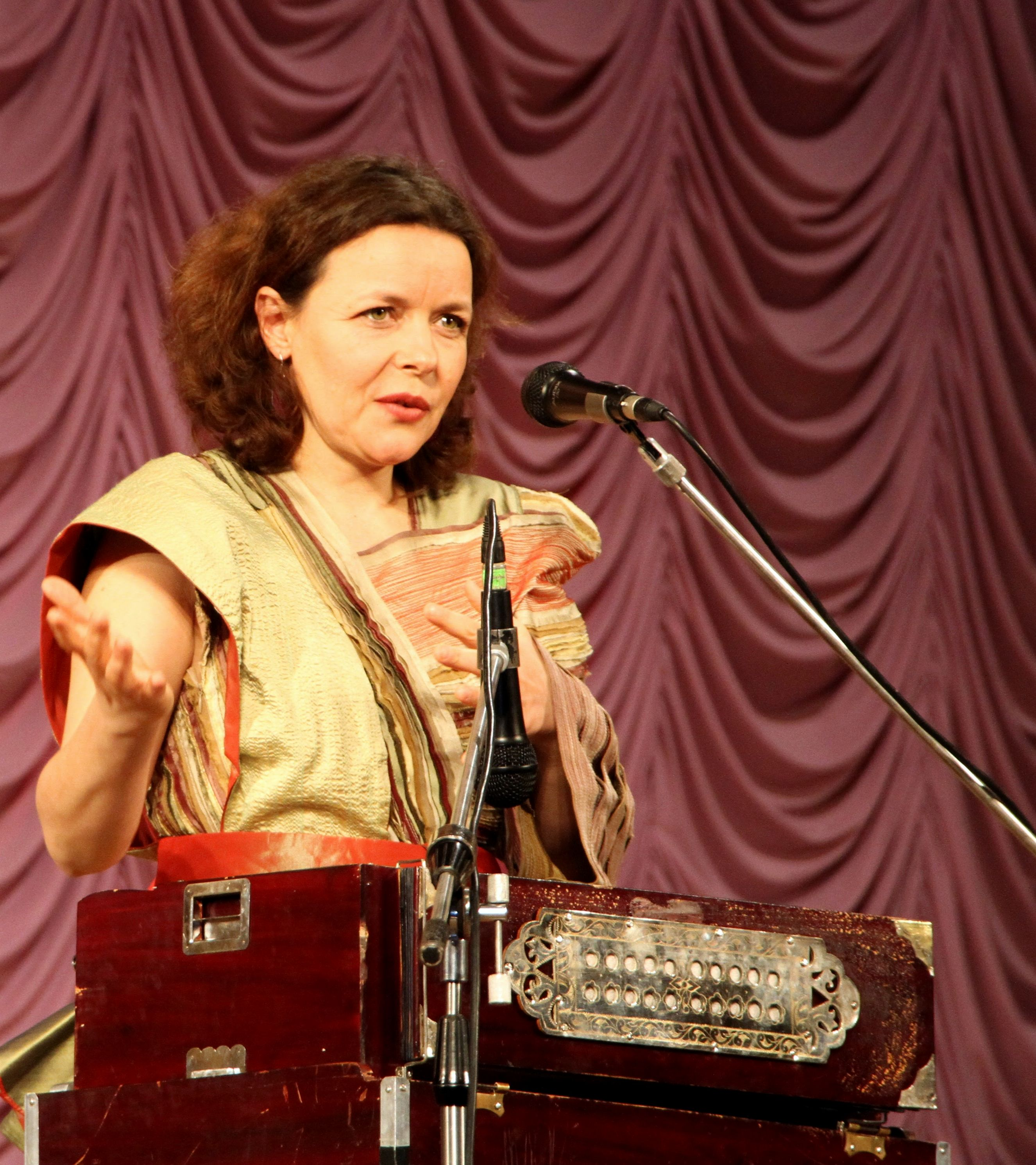
2015 р., виступ у Сєвєродонецьку

У липні 2005 року вона викладала у Кабульському університеті (Афганістан).
Навесні 2006 року пані Мар'яна була запрошеним музичним директором мистецького салону Принстонського університету.
У 2009-му долучилась до озвучення популярної дитячої збірки «Сто казок»: вдалося записати кілька казок для видавництва Івана Малковича «А-ба-ба-га-ла-ма-га».
Триває (спільна з професором Пенсільванського університету Михайлом Найданом) праця над антологією пісень зібраних під час фольклорних експедицій.
2015 р. у зоні АТО (м.Сєвєродонецьк 28 лютого - 1 березня) відбувся Літературно-музичний фестиваль "Українська весна"  Захід організовують Мистецьке об’єднання "Остання Барикада" та український поет і прозаїк Сергій Жадан. Мар’яна Садовська - учасник.

## Дискографія
- Songs I Learned in Ukraine («Пісні, яких я навчилася в Україні»), 2002, Global Village, США.

Сольний альбом Мар'яни Садовської, в якому вона співає під супровід індійської гармонії. До збірки з-поміж іншого увійшли весільні, троїцькі, строкові пісні, веснянки.
- Budemo wesnu spiwaty, SEIAK 001, Польща.
- Borderland («Прикордоння»), 2005, самвидав, Німеччина.

Альбом Садовської, записаний із провідними музикантами джазової клезмерської сцени Нью-Йорка (США). Жанрово різноманітний — весільні, купальські, емігрантські та інші пісні.
- The Rusalka Cycle («Цикл Русалка»), 2007, B000M5K9ZY, USA.

(композиторка)
- Singing through darkness («Співаючи крізь темряву»), 2010, Kitka DVD, USA
- Just Not Forever («Кеби не навіки»), 2011, NRW Jazz, Німеччина

Своєрідний «the best» Мар'яни Садовської, записаний на матеріалі двох попередніх альбомів разом із джазовим тріо «Бордерденд» (Німеччина). Запису диску посприяв український кінопродюсер Олег Кохан, який був організатором приїзду Мар'яни до України восени 2007-го року.
- Might be («Може бути»), 2012, The Jewish Music Festival USA.
- VESNA («Пісні, яким я навчилася в Україні»), 2015, flowfish records ff0068, Germany, спільно з Крістіаном Томе

## Цитати
«Україна Молода» Номер 035 за 23.02.2007
…я співаю про вічне. Що таке старість? Що таке моя земля? Ці питання актуальні незалежно від того, де про це говориш. Знаєш, бувають, звичайно, важкі хвилини, коли тут не вийшло, там відмова, немає потрібних фотографій, бо просто немає менеджера, який би організував фотосесію, чи якогось піару, щоб люди дізналися про концерт, і багато от таких сумнівів, коли хочеться кинути все і працювати вчителем музики. Але ні! Нехай це буде пафосно, але моя місія — співати. І хай люди плачуть, і хай буде гусяча шкірка, нехай будуть хвилини, коли розтоплюється лід, коли піднесення, і ти навіть не знаєш, звідки воно взялося… От така маленька місія — розтоплювати лід!
Як сказав Юліан Китастий: «Твій слухач — неукраїнський, бо ти для своїх занадто автентична і занадто авангардова». Автентична, бо я співаю не «Чорні очка, як терен», не ті пісні, які знає, скажімо, українська діаспора. Бувало так, що одна пані виходила з концерту в Америці і казала (пародіює американський акцент. — Авт.): «Я того сільського голосу слухати не буду» і казала, щоб їй десять доларів вернули… А з іншого боку мої пісні занадто авангардові, ну бо (знову копіює вимову американських українців. — Авт.) «Як можна ТАК співати НАШІ пісні?»
Інтерв'ю для порталу ZAXID.NET 01.12.2009
Я намагаюся кожного року хоч на кілька днів вирватися у село. Я, звичайно, щороку приїжджаю в Україну до родини. Цього року мали гарну можливість поїхати в експедицію з київським гуртом «Божичі». Це було приємне поєднання відпочинку і роботи. Я завжди говорила, що без такої пошукової роботи мені здавалося, що мої пісні міліють, втрачають сенс. Для мене дуже важливий контакт з джерелом. Окрім того, я хочу прищепити моїм двом дітям все, що належить до української культури.
Інтерв'ю для порталу Повага 11.01.2017
Насправді я страшенно щаслива, що мені вдається зберігати повну свободу. Я не мушу підлаштовуватись під жодні рамки чи вимоги — продюсерів, агентів, глядача… Я просто намагаюся йти, дослуховуючись до внутрішнього голосу, який мене веде. Це, звичайно, не завжди легко. Звичайно, приходять сумніви. І, звичайно, я щаслива, що мене життя не згинає й не змушує йти на компроміси з собою.

## Відгуки
Голова журі конкурсу Creole-2006 Мартін Греве:
Починаєш слухати і думаєш: "Що це взагалі таке? Що вона співає? Така дивна музика… Гарна вона? І тоді ти слухаєш далі і одразу все розумієш. Її голос пробирається під вашу шкіру — це просто неймовірне відчуття. Вона співає, говорить, кричить, і робить це так швидко і емоційно. Тоді вслухаєшся в роботу музикантів і розумієш, що вони дуже професійні, вони не вигадують щось неприродне, але разом зі співом ця музика настільки незвична — ми такого ще ніколи не чули. Просто електризуюче!